# Tlapetlahuaya
Tlapetlahuaya är en ort i Mexiko.   Den ligger i kommunen Huaquechula och delstaten Puebla, i den sydöstra delen av landet, 90 km sydost om huvudstaden Mexico City. Tlapetlahuaya ligger 1 526 meter över havet och antalet invånare är 601.
Terrängen runt Tlapetlahuaya är kuperad åt nordväst, men åt sydost är den platt. Runt Tlapetlahuaya är det ganska glesbefolkat, med 34 invånare per kvadratkilometer. Närmaste större samhälle är Huaquechula, 3,3 km nordost om Tlapetlahuaya. I omgivningarna runt Tlapetlahuaya växer huvudsakligen savannskog.